# Thomas Goodwin
Thomas Goodwin (Rollesby, Norfolk, 5 de octubre de 1600 - 23 de febrero de 1680), conocido como "el Mayor", fue un teólogo y predicador puritano inglés, y un importante líder de los Independientes religiosos. Sirvió como capellán de Oliver Cromwell y fue nombrado por el Parlamento como Presidente del Magdalen College, Oxford, en 1650. Christopher Hill sitúa a Goodwin en la "corriente principal del pensamiento puritano".

## Juventud
Estudió en Cambridge a partir de agosto de 1613. Fue alumno de Christ's College, Cambridge, donde se graduó con un B.A. en 1616.
En 1619 se trasladó al Saint Catharine's College, donde en 1620 fue elegido compañero. En ese momento fue influenciado por John Rogers de Dedham. Goodwin cabalgó 35 millas desde Cambridge hasta Dedham para escuchar a este predicador puritano. En 1625 fue licenciado como predicador de la universidad; y tres años después se convirtió en predicador de la Iglesia de la Santísima Trinidad de Cambridge, sucediendo a John Preston, al vicariato del cual fue presentado por el rey en 1632.

## Disidente
Preocupado por su obispo, quien era un adherente ferviente de William Laud, renunció a todas sus prebendas y dejó la universidad en 1634; se convirtió en congregacionalista. Vivió algún tiempo en Londres, donde en 1638 se casó con la hija de un alderman. En 1639 huyó a Holanda para escapar de la persecución. Durante algún tiempo fue pastor de una pequeña congregación de mercaderes y refugiados ingleses en Arnhem. Regresó poco después del inicio del Parlamento Largo. Durante algunos años ministró a la congregación independiente que se reunía en la Iglesia de Paved Alley, en Lime Street, en la parroquia de St Dunstans-in-the-East, y rápidamente alcanzó una considerable eminencia como predicador.

## Líder puritano
En 1643 fue elegido miembro de la Asamblea de Westminster y de inmediato se identificó con el partido Independiente, generalmente referido en documentos contemporáneos como los "hermanos disidentes", y fue uno de los autores de una Narración Apologética. Predicó frecuentemente por designación ante la Cámara de los Comunes, y en enero de 1650 sus talentos y conocimientos fueron recompensados por la Cámara con la presidencia del Magdalen College, Oxford, cargo que ocupó hasta la Restauración de 1660.
En diciembre de 1655, Goodwin asistió a la Conferencia de Whitehall sobre el restablecimiento de los judíos, donde (junto con su colega Independiente Philip Nye) argumentó a favor de su readmisión basándose en que Inglaterra estaba siendo castigada por Dios por no readmitir a los judíos, lo cual era necesario para su conversión. Fue capellán de Oliver Cromwell desde 1656. Gozó de gran favor con Cromwell, y fue uno de sus consejeros íntimos, acompañándolo en su lecho de muerte.
También fue comisionado para el inventario de la Asamblea de Westminster en 1650, y para la aprobación de predicadores en 1653, y junto con John Owen lideró un comité de seis personas que redactó la Declaración de Savoy, una forma modificada de la Confesión de Westminster en 1658.
Desde 1660 hasta su muerte, vivió en Londres, en la parroquia de St Bartholomew-the-Great, y se dedicó exclusivamente al estudio teológico y al cuidado pastoral de la Iglesia Independiente de Fetter Lane. A principios de la década de 1670, su salud empeoró y finalmente falleció el 23 de febrero de 1680. Fue enterrado en el cementerio de Bunhill Fields: el epitafio en latín para su tumba, compuesto por Thomas Gilbert, fue censurado.

## Obras
Las obras publicadas por Goodwin durante su vida consisten principalmente en sermones impresos por orden de la Cámara de los Comunes. También estuvo asociado con Philip Nye y otros en la preparación de la Narración Apologética (1643).
En 1645, Goodwin publicó su tratado El Corazón de Cristo en el Cielo hacia los Pecadores en la Tierra, que fue rápidamente reimpreso y traducido al alemán. Se ha afirmado que esta obra fue una inspiración para la devoción católica romana al Sagrado Corazón.
Cinco volúmenes de sus sermones y otras obras fueron publicados entre 1682 y 1704. Han sido reimpresos al menos 47 veces. Sus escritos recopilados, que incluyen exposiciones de la Epístola a los Efesios y del Apocalipsis, fueron publicados en cinco volúmenes en folio entre 1681 y 1704, y se reimprimieron en doce volúmenes en octavo (Edimburgo, 1861-1866).
Edmund Calamy  estimó las cualidades de Goodwin como "un erudito considerable y un eminente teólogo, y tenía una habilidad muy feliz para comentar las Escrituras de manera que producía observaciones sorprendentes, que generalmente tendían a la ilustración".
Una memoria, derivada de sus propios escritos, por su hijo Thomas Goodwin el Joven, ministro Independiente y autor de la Historia del Reinado de Enrique V, se encuentra al principio del quinto volumen de sus obras recopiladas. Como patriarca y Atlas del Independientismo también es mencionado por Anthony Wood en los Athenae Oxonienses.
Un dibujo humorístico, desde el punto de vista de Joseph Addison, del austero y algo fanático presidente de Magdalen, se conserva en el número 494 de The Spectator.